# Mozilla在地化
Mozilla在地化是指Mozilla產品的在地化版本。這通常是指產品的翻譯以及當地特色的加入。
在地化通常是由一群志工所組成的團體（摩茲志士）所進行。

## Mozilla Firefox
Mozilla Firefox是到2013年為止，Mozilla所有產品裡最重要的在地化跨平台網頁瀏覽器。其於2004年的首次官方釋出就提供了28種不同的語言版本，其中包括了英式英語、美式英語、西班牙語以及使用正體字或簡化字的現代標準漢語。Firefox 4則首次提供了超過80種在地化版本，並引入10種新的在地化版本，其中包括了6種非洲語言。在2021年，已经完成所有语言的本地化进度。确保各种语言习惯的人群都可以方便访问互联网。在在Mozilla的全球志愿者努力，Firefox 浏览器拥有了超过 90 种语言版本（2021年）。

### 在地化概觀
以下列表是已有或曾經提供過的語言版本，以每個版本最終釋出時所包含的語言版本為準。
值得注意的是，除了 Mozilla 社羣提供的簡體中文界面在地化版本以外，還有一個版本是 Mozilla 的中國大陸分部謀智中國也針對中國大陸推出的在地化版本，即「火狐中國版」。與 Mozilla 的簡體中文版 Firefox 相比多了一些適合大部分中國大陸使用者使用習慣的附加元件（如新聞主頁面、網頁版微信快捷登入、網頁截圖、QRCode分享等），Firefox Sync 也對中國大陸推出了伺服器位於中國大陸境內的「火狐通行證」，但僅限火狐中國版（包括其 Android 版）可用。
| 在地化版本           | 1.0 2004 | 1.5 2005 | 2.0 2006 | 3.0 2008 | 3.5 2009 | 3.6 2010 | 4.0 2011 | 5.0-9.0 2011 | 10.0 2012 | 11.0-12.0 2012 | 13.0 2012 | 14.0-15.0 2012 | 16.0-23.0 2012-2013 |
| -------------------- | -------- | -------- | -------- | -------- | -------- | -------- | -------- | ------------ | --------- | -------------- | --------- | -------------- | ------------------- |
| 阿喬利語             | 否       | 否       | 否       | 否       | 否       | 否       | 否       | 否           | 否        | 否             | 否        | 否             | 是                  |
| 南非語               | 否       | 否       | 是       | 是       | 是       | 是       | 是       | 是           | 是        | 是             | 是        | 是             | 是                  |
| 阿坎語               | 否       | 否       | 否       | 否       | 否       | 否       | 是       | 是           | 是        | 是             | 是        | 是             | 是                  |
| 阿爾巴尼亞語         | 否       | 否       | 否       | 是       | 是       | 是       | 是       | 是           | 是        | 是             | 是        | 是             | 是                  |
| 阿拉伯語             | 否       | 是       | 是       | 是       | 是       | 是       | 是       | 是           | 是        | 是             | 是        | 是             | 是                  |
| 亞美尼亞語           | 否       | 否       | 否       | 否       | 否       | 否       | 是       | 是           | 是        | 是             | 是        | 是             | 是                  |
| 阿薩姆語             | 否       | 否       | 否       | 否       | 是       | 是       | 否       | 否           | 是        | 是             | 是        | 是             | 是                  |
| 阿斯圖里亞斯語       | 是       | 是       | 否       | 否       | 否       | 是       | 是       | 是           | 是        | 是             | 是        | 是             | 是                  |
| 巴斯克語             | 否       | 是       | 是       | 是       | 是       | 是       | 是       | 是           | 是        | 是             | 是        | 是             | 是                  |
| 白俄羅斯語           | 否       | 否       | 是       | 是       | 是       | 是       | 是       | 是           | 是        | 是             | 是        | 是             | 是                  |
| 孟加拉語（孟加拉）   | 否       | 否       | 否       | 否       | 是       | 是       | 是       | 是           | 是        | 是             | 是        | 是             | 是                  |
| 孟加拉語（印度）     | 否       | 否       | 否       | 是       | 是       | 是       | 是       | 是           | 是        | 是             | 是        | 是             | 是                  |
| 波士尼亞語           | 否       | 否       | 否       | 否       | 否       | 否       | 是       | 是           | 是        | 是             | 是        | 是             | 是                  |
| 布列塔尼語           | 否       | 否       | 否       | 否       | 否       | 否       | 是       | 是           | 是        | 是             | 是        | 是             | 是                  |
| 保加利亞語           | 否       | 是       | 是       | 是       | 是       | 是       | 是       | 是           | 是        | 是             | 是        | 是             | 是                  |
| 加泰隆尼亞語         | 是       | 是       | 是       | 是       | 是       | 是       | 是       | 是           | 是        | 是             | 是        | 是             | 是                  |
| 簡體中文             | 是       | 是       | 是       | 是       | 是       | 是       | 是       | 是           | 是        | 是             | 是        | 是             | 是                  |
| 正體中文             | 是       | 是       | 是       | 是       | 是       | 是       | 是       | 是           | 是        | 是             | 是        | 是             | 是                  |
| 克羅埃西亞語         | 否       | 否       | 否       | 否       | 是       | 是       | 是       | 是           | 是        | 是             | 是        | 是             | 是                  |
| 捷克語               | 是       | 是       | 是       | 是       | 是       | 是       | 是       | 是           | 是        | 是             | 是        | 是             | 是                  |
| 丹麥語               | 是       | 是       | 是       | 是       | 是       | 是       | 是       | 是           | 是        | 是             | 是        | 是             | 是                  |
| 荷蘭語               | 是       | 是       | 是       | 是       | 是       | 是       | 是       | 是           | 是        | 是             | 是        | 是             | 是                  |
| 英式英語             | 是       | 是       | 是       | 是       | 是       | 是       | 是       | 是           | 是        | 是             | 是        | 是             | 是                  |
| 美式英語             | 是       | 是       | 是       | 是       | 是       | 是       | 是       | 是           | 是        | 是             | 是        | 是             | 是                  |
| 南非英語             | 否       | 否       | 否       | 否       | 否       | 否       | 是       | 是           | 是        | 是             | 是        | 是             | 是                  |
| 世界語               | 否       | 否       | 否       | 否       | 是       | 是       | 是       | 是           | 是        | 是             | 是        | 是             | 是                  |
| 愛沙尼亞語           | 否       | 否       | 否       | 否       | 是       | 是       | 是       | 是           | 是        | 是             | 是        | 是             | 是                  |
| 波斯語               | 否       | 否       | 否       | 否       | 是       | 是       | 是       | 是           | 是        | 是             | 是        | 是             | 是                  |
| 芬蘭語               | 是       | 是       | 是       | 是       | 是       | 是       | 是       | 是           | 是        | 是             | 是        | 是             | 是                  |
| 法語                 | 是       | 是       | 是       | 是       | 是       | 是       | 是       | 是           | 是        | 是             | 是        | 是             | 是                  |
| 西菲士蘭語           | 否       | 是       | 是       | 是       | 是       | 是       | 是       | 是           | 是        | 是             | 是        | 是             | 是                  |
| 富拉語               | 否       | 否       | 否       | 否       | 否       | 否       | 否       | 否           | 否        | 否             | 否        | 是             | 是                  |
| 加利西亞語           | 否       | 否       | 否       | 是       | 是       | 是       | 是       | 是           | 是        | 是             | 是        | 是             | 是                  |
| 喬治亞語             | 否       | 否       | 是       | 是       | 是       | 是       | 否       | 否           | 否        | 否             | 否        | 否             | 否                  |
| 德語                 | 是       | 是       | 是       | 是       | 是       | 是       | 是       | 是           | 是        | 是             | 是        | 是             | 是                  |
| 希臘語               | 是       | 是       | 是       | 是       | 是       | 是       | 是       | 是           | 是        | 是             | 是        | 是             | 是                  |
| 古吉拉特語           | 否       | 是       | 是       | 是       | 是       | 是       | 是       | 是           | 是        | 是             | 是        | 是             | 是                  |
| 希伯來語             | 是       | 是       | 是       | 是       | 是       | 是       | 是       | 是           | 是        | 是             | 是        | 是             | 是                  |
| 印地語               | 否       | 否       | 否       | 是       | 是       | 是       | 是       | 是           | 是        | 是             | 是        | 是             | 是                  |
| 匈牙利語             | 是       | 是       | 是       | 是       | 是       | 是       | 是       | 是           | 是        | 是             | 是        | 是             | 是                  |
| 冰島語               | 否       | 否       | 否       | 是       | 是       | 是       | 是       | 是           | 是        | 是             | 是        | 是             | 是                  |
| 印尼語               | 否       | 否       | 否       | 是       | 是       | 是       | 是       | 是           | 是        | 是             | 是        | 是             | 是                  |
| 愛爾蘭語             | 否       | 是       | 是       | 是       | 是       | 是       | 是       | 是           | 是        | 是             | 是        | 是             | 是                  |
| 義大利語             | 是       | 是       | 是       | 是       | 是       | 是       | 是       | 是           | 是        | 是             | 是        | 是             | 是                  |
| 日語                 | 是       | 是       | 是       | 是       | 是       | 是       | 是       | 是           | 是        | 是             | 是        | 是             | 是                  |
| 康納達語             | 否       | 否       | 否       | 是       | 是       | 是       | 是       | 是           | 是        | 是             | 是        | 是             | 是                  |
| 卡舒比語             | 否       | 否       | 否       | 否       | 否       | 否       | 否       | 否           | 是        | 是             | 是        | 是             | 是                  |
| 高棉語               | 否       | 否       | 否       | 否       | 否       | 否       | 否       | 否           | 否        | 否             | 是        | 是             | 是                  |
| 哈薩克語             | 否       | 否       | 否       | 否       | 是       | 是       | 是       | 是           | 是        | 是             | 是        | 是             | 是                  |
| 朝鮮語               | 是       | 是       | 是       | 是       | 是       | 是       | 是       | 是           | 是        | 是             | 是        | 是             | 是                  |
| 庫德語               | 否       | 否       | 否       | 是       | 是       | 是       | 是       | 是           | 是        | 是             | 是        | 是             | 是                  |
| 拉脫維亞語           | 否       | 否       | 否       | 是       | 是       | 是       | 是       | 是           | 是        | 是             | 是        | 是             | 是                  |
| 利古里亞語           | 否       | 否       | 否       | 否       | 否       | 否       | 否       | 否           | 否        | 是             | 是        | 是             | 是                  |
| 立陶宛語             | 否       | 是       | 是       | 是       | 是       | 是       | 是       | 是           | 是        | 是             | 是        | 是             | 是                  |
| 盧干達語             | 否       | 否       | 否       | 否       | 否       | 否       | 是       | 是           | 是        | 是             | 是        | 是             | 是                  |
| 馬其頓語             | 否       | 是       | 是       | 是       | 是       | 是       | 是       | 是           | 是        | 是             | 是        | 是             | 是                  |
| 邁蒂利語             | 否       | 否       | 否       | 否       | 否       | 否       | 是       | 是           | 是        | 是             | 是        | 是             | 是                  |
| 馬拉雅拉姆語         | 否       | 否       | 否       | 否       | 是       | 是       | 是       | 是           | 是        | 是             | 是        | 是             | 是                  |
| 馬拉提語             | 否       | 否       | 否       | 否       | 是       | 是       | 是       | 是           | 是        | 是             | 是        | 是             | 是                  |
| 蒙古語               | 否       | 否       | 是       | 是       | 是       | 否       | 否       | 否           | 否        | 否             | 否        | 否             | 否                  |
| 書面挪威語           | 是       | 是       | 是       | 是       | 是       | 是       | 是       | 是           | 是        | 是             | 是        | 是             | 是                  |
| 新挪威語             | 否       | 否       | 是       | 是       | 是       | 是       | 是       | 是           | 是        | 是             | 是        | 是             | 是                  |
| 奧克語               | 否       | 否       | 否       | 是       | 是       | 是       | 否       | 否           | 否        | 否             | 否        | 否             | 否                  |
| 奧里亞語             | 否       | 否       | 否       | 否       | 是       | 是       | 是       | 是           | 是        | 是             | 是        | 是             | 是                  |
| 波蘭語               | 是       | 是       | 是       | 是       | 是       | 是       | 是       | 是           | 是        | 是             | 是        | 是             | 是                  |
| 巴西葡萄牙語         | 是       | 是       | 是       | 是       | 是       | 是       | 是       | 是           | 是        | 是             | 是        | 是             | 是                  |
| 葡萄牙語             | 否       | 否       | 是       | 是       | 是       | 是       | 是       | 是           | 是        | 是             | 是        | 是             | 是                  |
| 旁遮普語             | 否       | 是       | 是       | 是       | 是       | 是       | 是       | 是           | 是        | 是             | 是        | 是             | 是                  |
| 羅馬尼亞語           | 是       | 是       | 是       | 是       | 是       | 是       | 是       | 是           | 是        | 是             | 是        | 是             | 是                  |
| 羅曼什語             | 否       | 否       | 否       | 否       | 是       | 是       | 是       | 是           | 是        | 是             | 是        | 是             | 是                  |
| 俄語                 | 是       | 是       | 是       | 是       | 是       | 是       | 是       | 是           | 是        | 是             | 是        | 是             | 是                  |
| 蘇格蘭蓋爾語         | 否       | 否       | 否       | 否       | 否       | 是       | 是       | 是           | 是        | 是             | 是        | 是             | 是                  |
| 塞爾維亞語           | 否       | 否       | 否       | 是       | 是       | 是       | 否       | 是           | 是        | 是             | 是        | 是             | 是                  |
| 僧伽羅語             | 否       | 否       | 否       | 是       | 是       | 是       | 是       | 是           | 是        | 是             | 是        | 是             | 是                  |
| 斯洛伐克語           | 否       | 是       | 是       | 是       | 是       | 是       | 是       | 是           | 是        | 是             | 是        | 是             | 是                  |
| 斯洛維尼亞語         | 是       | 是       | 是       | 是       | 是       | 是       | 是       | 是           | 是        | 是             | 是        | 是             | 是                  |
| 桑海語               | 否       | 否       | 否       | 否       | 否       | 否       | 是       | 是           | 是        | 是             | 是        | 是             | 是                  |
| 北索托語             | 否       | 否       | 否       | 否       | 否       | 否       | 是       | 是           | 是        | 是             | 是        | 是             | 是                  |
| 西班牙語（阿根廷）   | 是       | 是       | 是       | 是       | 是       | 是       | 是       | 是           | 是        | 是             | 是        | 是             | 是                  |
| 西班牙語（智利）     | 否       | 否       | 否       | 否       | 是       | 是       | 是       | 是           | 是        | 是             | 是        | 是             | 是                  |
| 西班牙語（墨西哥）   | 否       | 否       | 否       | 否       | 是       | 是       | 是       | 是           | 是        | 是             | 是        | 是             | 是                  |
| 西班牙語（西班牙）   | 是       | 是       | 是       | 是       | 是       | 是       | 是       | 是           | 是        | 是             | 是        | 是             | 是                  |
| 瑞典語               | 是       | 是       | 是       | 是       | 是       | 是       | 是       | 是           | 是        | 是             | 是        | 是             | 是                  |
| 坦米爾語             | 否       | 否       | 否       | 否       | 是       | 是       | 是       | 是           | 是        | 是             | 是        | 是             | 是                  |
| 坦米爾語（斯里蘭卡） | 否       | 否       | 否       | 否       | 是       | 是       | 是       | 是           | 是        | 是             | 是        | 是             | 是                  |
| 泰盧固語             | 否       | 否       | 否       | 是       | 是       | 是       | 是       | 是           | 是        | 是             | 是        | 是             | 是                  |
| 泰語                 | 否       | 否       | 否       | 是       | 是       | 是       | 是       | 是           | 是        | 是             | 是        | 是             | 是                  |
| 土耳其語             | 是       | 是       | 是       | 是       | 是       | 是       | 是       | 是           | 是        | 是             | 是        | 是             | 是                  |
| 烏克蘭語             | 否       | 否       | 否       | 是       | 是       | 是       | 是       | 是           | 是        | 是             | 是        | 是             | 是                  |
| 越南語               | 否       | 否       | 否       | 否       | 是       | 是       | 是       | 是           | 是        | 是             | 是        | 是             | 是                  |
| 威爾斯語             | 否       | 否       | 否       | 是       | 是       | 是       | 是       | 是           | 是        | 是             | 是        | 是             | 是                  |
| 祖魯語               | 否       | 否       | 否       | 否       | 否       | 否       | 是       | 是           | 是        | 是             | 是        | 是             | 是                  |
| 總數                 | 28       | 38       | 43       | 59       | 75       | 76       | 82       | 83           | 85        | 86             | 87        | 88             | 89                  |

## Mozilla Thunderbird
Mozilla Thunderbird是一個電子郵件軟體，擁有的語言版本較Firefox少。首次官方釋出只有美式英語的版本，後期的版本則有較多種語言。

### 在地化概觀
以下列表是已有或曾經提供過的語言版本，以每個版本最終釋出時所包含的語言版本為準。
| 在地化版本           | 1.0 2004 | 1.5 2006 | 2.0 2007 | 3.0 2009 | 3.1 2010 | 3.1-11.0 2011 | 11.0-17.0 2012-2013 |
| -------------------- | -------- | -------- | -------- | -------- | -------- | ------------- | ------------------- |
| 南非語               | 否       | 否       | 否       | 是       | 是       | 否            | 否                  |
| 阿爾巴尼亞語         | 否       | 否       | 否       | 是       | 是       | 是            | 是                  |
| 阿拉伯語             | 否       | 否       | 否       | 是       | 是       | 是            | 是                  |
| 亞美尼亞語           | 否       | 否       | 否       | 否       | 否       | 否            | 是                  |
| 阿斯圖里亞斯語       | 否       | 否       | 否       | 否       | 否       | 否            | 是                  |
| 巴斯克語             | 否       | 是       | 是       | 是       | 是       | 是            | 是                  |
| 白俄羅斯語           | 否       | 否       | 是       | 是       | 是       | 是            | 是                  |
| 孟加拉語（孟加拉）   | 否       | 否       | 否       | 否       | 是       | 是            | 是                  |
| 布列塔尼語           | 否       | 否       | 否       | 否       | 否       | 是            | 是                  |
| 保加利亞語           | 否       | 是       | 是       | 是       | 是       | 是            | 是                  |
| 加泰隆尼亞語         | 否       | 是       | 是       | 是       | 是       | 是            | 是                  |
| 簡體中文             | 否       | 是       | 是       | 是       | 是       | 是            | 是                  |
| 正體中文             | 否       | 否       | 是       | 是       | 是       | 是            | 是                  |
| 克羅埃西亞語         | 否       | 否       | 否       | 否       | 否       | 否            | 是                  |
| 捷克語               | 否       | 是       | 是       | 是       | 是       | 是            | 是                  |
| 丹麥語               | 否       | 是       | 是       | 是       | 是       | 是            | 是                  |
| 荷蘭語               | 否       | 是       | 是       | 是       | 是       | 是            | 是                  |
| 英式英語             | 否       | 是       | 是       | 是       | 是       | 是            | 是                  |
| 美式英語             | 是       | 是       | 是       | 是       | 是       | 是            | 是                  |
| 愛沙尼亞語           | 否       | 否       | 否       | 是       | 是       | 是            | 是                  |
| 芬蘭語               | 否       | 是       | 是       | 是       | 是       | 是            | 是                  |
| 法語                 | 否       | 是       | 是       | 是       | 是       | 是            | 是                  |
| 菲士蘭語             | 否       | 否       | 否       | 是       | 是       | 是            | 是                  |
| 加利西亞語           | 否       | 否       | 否       | 否       | 是       | 是            | 是                  |
| 德語                 | 否       | 是       | 是       | 是       | 是       | 是            | 是                  |
| 希臘語               | 否       | 是       | 是       | 是       | 是       | 是            | 是                  |
| 希伯來語             | 否       | 是       | 是       | 是       | 是       | 是            | 是                  |
| 匈牙利語             | 否       | 是       | 是       | 是       | 是       | 是            | 是                  |
| 冰島語               | 否       | 否       | 否       | 是       | 是       | 是            | 是                  |
| 印尼語               | 否       | 否       | 否       | 是       | 是       | 是            | 是                  |
| 愛爾蘭語             | 否       | 是       | 是       | 是       | 是       | 是            | 是                  |
| 義大利語             | 否       | 是       | 是       | 是       | 是       | 是            | 是                  |
| 日語                 | 否       | 是       | 是       | 是       | 是       | 是            | 是                  |
| 朝鮮語               | 否       | 是       | 是       | 是       | 是       | 是            | 是                  |
| 立陶宛語             | 否       | 是       | 是       | 是       | 是       | 是            | 是                  |
| 馬其頓語             | 否       | 是       | 是       | 否       | 否       | 否            | 否                  |
| 書面挪威語           | 否       | 是       | 是       | 是       | 是       | 是            | 是                  |
| 新挪威語             | 否       | 否       | 是       | 是       | 是       | 是            | 是                  |
| 波蘭語               | 否       | 是       | 是       | 是       | 是       | 是            | 是                  |
| 巴西葡萄牙語         | 否       | 是       | 是       | 是       | 是       | 是            | 是                  |
| 葡萄牙語             | 否       | 否       | 是       | 是       | 是       | 是            | 是                  |
| 旁遮普語             | 否       | 否       | 是       | 是       | 是       | 是            | 是                  |
| 羅馬尼亞語           | 否       | 否       | 否       | 是       | 是       | 是            | 是                  |
| 羅曼什語             | 否       | 否       | 否       | 否       | 否       | 是            | 是                  |
| 俄語                 | 否       | 是       | 是       | 是       | 是       | 是            | 是                  |
| 蘇格蘭蓋爾語         | 否       | 否       | 否       | 否       | 是       | 是            | 是                  |
| 塞爾維亞語           | 否       | 否       | 否       | 否       | 是       | 是            | 是                  |
| 僧伽羅語             | 否       | 否       | 否       | 是       | 是       | 是            | 是                  |
| 斯洛伐克語           | 否       | 否       | 是       | 是       | 是       | 是            | 是                  |
| 斯洛維尼亞語         | 否       | 是       | 是       | 是       | 是       | 是            | 是                  |
| 西班牙語（阿根廷）   | 否       | 是       | 是       | 是       | 是       | 是            | 是                  |
| 西班牙語（西班牙）   | 否       | 是       | 是       | 是       | 是       | 是            | 是                  |
| 瑞典語               | 否       | 是       | 是       | 是       | 是       | 是            | 是                  |
| 坦米爾語（斯里蘭卡） | 否       | 否       | 否       | 是       | 否       | 是            | 是                  |
| 土耳其語             | 否       | 是       | 是       | 是       | 是       | 是            | 是                  |
| 烏克蘭語             | 否       | 否       | 否       | 是       | 是       | 是            | 是                  |
| 越南語               | 否       | 否       | 否       | 是       | 是       | 是            | 是                  |
| 總數                 | 1        | 30       | 35       | 46       | 49       | 50            | 53                  |

## 網頁內容及法律資訊
雖然Mozilla大部份的網頁內容都可以被在地化，但每個在地化版本的程度均不相同。舉例來說，Mozilla Firefox的隱私權政策到2013年為止只有提供英文版 。
根据最新的查看，已经提供了中文版的政策内容。

## 外部連結
- Mozilla在地化團隊（页面存档备份，存于）
- Mozilla Firefox首頁
- Firefox每夜構建版（页面存档备份，存于）
- Mozilla基金會首頁（页面存档备份，存于）